# Utódok (film, 2015)
Az Utódok (eredeti cím: Descendants) 2015-ben bemutatott egész estés amerikai televíziós musical film, amelyet Kenny Ortega rendezett. A főbb szerepekben Dove Cameron, Sofia Carson, Booboo Stewart, Cameron Boyce és Mitchell Hope látható.
Amerikában 2015. július 31-én a Disney Channelön, Magyarországon 2015. szeptember 19-én mutatták be a Disney Csatornán a televízióban.

## Cselekmény
Szépség, azaz Belle és Szörnyeteg azaz Adam házasságuk után megalapítják Auradon királyságát, ahol a jó meseszereplők élnek (összesen 6 ezren). Ezzel együtt a gonoszakat az Elveszettek szigetére száműzik. 20 évvel később fiúk, Ben herceg első királyi döntése, hogy a száműzött gonoszok gyerekeinek ad egy esélyt Auradonban élni. A gonoszok, Demóna,  Jafar,  Gonosz boszorka és Szörnyella De Frász a költözés előtt megbízzák a gyerekeiket, hogy szerezzék meg Tündérkeresztanya varázspálcáját, amivel megtörhetik a varázslatot, amely a gonoszokat fogságban tartja a szigeten. Mal, Evie, Jay és Carlos első kísérlete nem sikerül. A következő tervük az, hogy a koronázási ceremónián szerzik meg a pálcát. Mal segít Jannek (Tündérkeresztanya lánya) és Lonienak (Mulan lánya), hogy szebbek legyenek. De mivel a pálcát nem tudják megszerezni, eldöntik mit tegyenek. Ehhez közelebb kell kerüljenek Benhez. Mal egy szerelemsütit készít, így Ben belé szeret. Egy piknikezés során a varázstónál Ben kigyógyul a süti hatásából, de tovább "tetteti" a szerelmet.
A koronázás napján Ben elárulja a titkát, miszerint már nincs a süti hatása alatt, a szerelme viszont valódi maradt. A korábban elbizonytalanított Jane (Tündérkeresztanya lánya) megszerzi a varázspálcát, amivel Demóna kiszabadul a szigetről és megtámadja a ceremóniát. A gyerekek végül legyőzik, melynek hatására a szeretetének megfelelő méretű sárkánnyá változik (egy gyíkká). A probléma és a koronázás után nagy ünnepségbe borul a királyság.

## Szereplők
| Szereplő              | Színész               | Magyar hang                            | Mese                     | Mesebeli szülő             |
| --------------------- | --------------------- | -------------------------------------- | ------------------------ | -------------------------- |
| Mal                   | Dove Cameron          | Bogdányi Titanilla                     | Csipkerózsika            | Demóna és Hádész           |
| Carlos                | Cameron Boyce         | Bogdán Gergő                           | 101 kiskutya             | Szörnyella de Frász        |
| Jay                   | Booboo Stewart        | Baráth István                          | Aladdin                  | Jafar                      |
| Evie                  | Sofia Carson          | Kardos Eszter                          | Hófehérke és a hét törpe | Boszorka                   |
| Ben herceg            | Mitchell Hope         | Czető Roland                           | Szépség és a Szörnyeteg  | Belle és Szörnyeteg        |
| Tündérkeresztanya     | Melanie Paxson        | Sallai Nóra                            | Hamupipőke               | -                          |
| Jane                  | Brenna D'Amico        | Laudon Andrea                          | Hamupipőke               | Tündérkeresztanya          |
| Audrey                | Sarah Jeffery         | Gulás Fanni                            | Csipkerózsika            | Csipkerózsika              |
| Doug                  | Zachary Gibson        | Márkus Sándor                          | Hófehérke és a hét törpe | Kuka                       |
| Chad                  | Jedidiah Goodacre     | Szatory Dávid                          | Hamupipőke               | Hamupipőke és Szőke herceg |
| Lonnie                | Dianne Doan           | Lamboni Anna                           | Mulan                    | Mulan és Shang             |
| Szörnyeteg király     | Dan Payne             | Szabó Sipos Barnabás                   | Szépség és a Szörnyeteg  | -                          |
| Belle                 | Keegan Connor Tracy   | Hámori Eszter                          | Szépség és a Szörnyeteg  | -                          |
| Szörnyella de Frász   | Wendy Raquel Robinson | Kocsis Mariann                         | 101 kiskutya             | -                          |
| Jafar                 | Maz Jobrani           | Galbenisz Tomasz                       | Aladdin                  | -                          |
| Boszorka              | Cathy Najimy          | Kovács Nóra                            | Hófehérke és a hét törpe | -                          |
| Demóna                | Kristin Chenoweth     | Kisfalvi Krisztina                     | Csipkerózsika            | -                          |
| Leah királynő         | Judith Maxie          | Gruber Zita                            | Csipkerózsika            | -                          |
| Jenkins edző          | Resse Alexander       | Bognár Tamás                           | -                        | -                          |
| További magyar hangok |                       | Imre István Lippai László Kelemen Kata |                          |                            |

## A magyar változat
- Magyar szöveg: Blahut Viktor, Petőcz István
- Hangmérnök: Kránitz Lajos András
- Vágó: Kránitz Bence
- Gyártásvezető: Németh Piroska
- Szinkronrendező: Kránitz Lajos András
- Produkciós vezető: Máhr Rita

A szinkront az SDI Media Hungary készítette.

## Bemutató más országokban
| Cím                          | Ország             | Bermutató            |
| ---------------------------- | ------------------ | -------------------- |
| Descendants                  | USA                | 2015. július 31.     |
| N/A                          | Argentína          | 2015. augusztus      |
| N/A                          | Kolumbia           | 2015. augusztus      |
| N/A                          | Ausztrália         | 2015. augusztus 1.   |
| Descendentes                 | Brazília           | 2015. augusztus 16.  |
| Descendants – Die Nachkommen | Németország        | 2015. augusztus 30.  |
| N/A                          | Dél-Afrika         | 2015. szeptember     |
| N/A                          | Hollandia          | 2015. szeptember 19. |
| N/A                          | Egyesült Királyság | 2015. szeptember 25. |
| Los descendientes            | Spanyolország      | 2015. október 9.     |
| Os Descendentes              | Portugália         | 2015. október 10.    |
| Descendants                  | Franciaország      | 2015. október 16.    |
| Descendants                  | Norvégia           | 2015. október 19.    |
| N/A                          | Svédország         | 2015. október 31.    |
| Наследники                   | Oroszország        | 2015. november 21.   |
| N/A                          | Japán              | 2015. december 18.   |

## Filmzene
A film zenéje leginkább pop műfajú dalokból áll, amelyeket főleg a film főszereplői, azaz Dove Cameron, Sofia Carson, Booboo Stewart, valamint Cameron Boyce adnak elő. A filmzenei albumot 2015. július 31-én adta ki a Walt Disney Records, CD és digitálisan letölthető formátumban.

### Számlista[7]
| 1.    | Rotten To The Core      | Johan Alkenäs Shelly Peiken Joacim Persson                            | Cameron Boyce Dove Cameron Sofia Carson Booboo Stewart                                        | 2:42 |
| 2.    | Evil Like Me            | Andrew Lippa                                                          | Dove Cameron Kristin Chenoweth                                                                | 3:45 |
| 3.    | Did I Mention           | Adam Schlesinger                                                      | Mitchell Hope Jeff Lewis                                                                      | 2:34 |
| 4.    | If Only                 | Adam Anders Peer Astrom Nikki Hassman                                 | Dove Cameron                                                                                  | 3:50 |
| 5.    | Be Our Guest            | Alan Menken                                                           | Kala Balch Mitchell Hope Spencer Lee Marco Marinangeli                                        | 1:55 |
| 6.    | If Only (Reprise)       | Adam Anders Peer Astrom Nikki Hassman                                 | Dove Cameron                                                                                  | 0:41 |
| 7.    | Set it Off              | Charity Daw Josh Edmondson Sam Hollander Craig Lashley Grant Michaels | Cameron Boyce Dove Cameron Sofia Carson Mitchell Hope Sarah Jeffery Jeff Lewis Booboo Stewart | 2:54 |
| 8.    | Believe                 | Shawn Mendes Glen Scott Martin Terefe Geoffrey Warburton              | Shawn Mendes                                                                                  | 3:29 |
| 9.    | Rotten to the Core      | Johan Alkenäs Shelly Peiken Joacim Persson                            | Sofia Carson                                                                                  | 2:54 |
| 10.   | Night Is Young          | Jintae Ko Lindy Robbins Tanner Underwood                              | China McClain                                                                                 | 3:02 |
| 11.   | Good Is the New Bad     | Aris Archontis Jeannie Lurie Chen Neeman                              | Dove Cameron Sofia Carson China McClain                                                       | 2:34 |
| 12.   | I'm Your Girl           | Dustin Burnett Stephanie Lewis Paula Winger                           | Felicia Barton                                                                                | 2:39 |
| 13.   | Descendants Score Suite | David Lawrence                                                        | David Lawrence                                                                                | 6:49 |
| 39:48 |                         |                                                                       |                                                                                               |      |

## Fogadtatás
Összességében jól teljesített az értékelő weboldalakon: A Rotten Tomatoes 68 százalékra ítéli, 1802 szavazat alapján. A Metacritic-en 63 pontja van a 100-ból, az Internet Movie Database pedig 6.4-re értékeli, 10 188 szavazó voksa alapján.